# Disegni con regressione discontinua

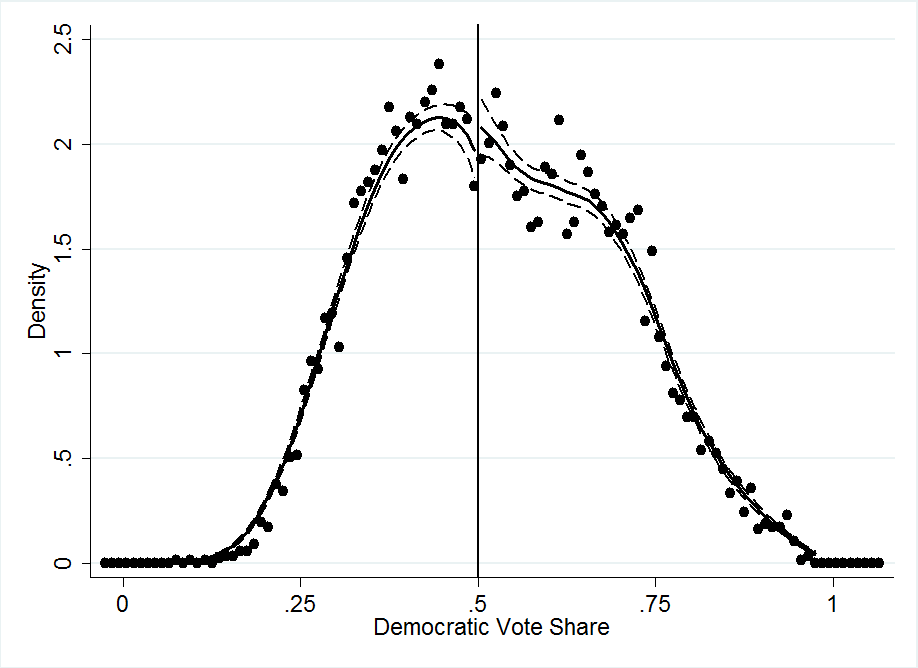
Test di densità in McCrary (2008) su dati tratti da Lee, Moretti, and Butler (2004).

In econometria, la regressione discontinua è una tecnica utilizzata per stimare gli effetti di un trattamento in contesti non sperimentali. Una caratteristica peculiare di questo approccio è la presenza di una variabile, comunemente chiamata running variable, che determina l'assegnazione del trattamento se, e solo se, supera una soglia predeterminata. 
La metodologia è stata inizialmente introdotta da Donald Thistlethwaite e Donald Campbell i quali hanno analizzato l'effetto delle borse di studio assegnate per meriti scolastici sui futuri risultati accademici. L'idea alla base dell'identificazione causale era che gli individui con punteggi appena al di sotto del limite (che non hanno ricevuto la borsa) rappresentavano un buon gruppo di controllo per quelli appena al di sopra del limite (che hanno ricevuto la borsa).

## Metodologia
Supponiamo che un'unità statistica {\displaystyle i} (uno studente) sia esposta ad un trattamento binario {\displaystyle d_{i}=\{0,1\}} (una borsa di studio) se e solo se una variabile osservabile {\displaystyle x_{i}} (un punteggio ad un test) sia maggiore di una soglia nota {\displaystyle c}. Quindi, {\displaystyle d_{i}=1\iff x_{i}\geq c}. Il modo in cui il trattamento viene assegnato all'unità statistica genera una discontinuità nell'outcome di interesse {\displaystyle y_{i}} (i futuri risultati accademici) intorno al punto {\displaystyle x_{i}=c}. Se l'outcome di interesse è continuo in ogni punto {\displaystyle x_{i}\neq c}, è possibile interpretare la discontinuità dell'outcome nel punto {\displaystyle x_{i}=c} come l'effetto causale del trattamento. 
Più in generale, consideriamo il seguente modello empirico:
{\displaystyle y_{i}=\beta _{0}+\beta _{1}d_{i}+\beta _{2}x_{i}+\beta _{3}\omega _{i}+\epsilon _{i}}
Dove {\displaystyle \omega _{i}} rappresenta le variabili di controllo e {\displaystyle \epsilon _{i}} è il termine di errore. 
Dato il modello empirico in esame, l'effetto causale del trattamento sull'outcome (il parametro {\displaystyle \beta _{1}}) è identificato dalla seguente differenza: 
{\displaystyle \lim _{x_{i}\rightarrow c^{+}}E[y_{i}]-\lim _{x_{i}\rightarrow c^{-}}E[y_{i}]}

## Validità delle Ipotesi
Una regressione discontinua identifica l'effetto causale di un trattamento se e solo se le unità statistiche non hanno un preciso controllo della variabile di assegnazione. Più formalmente, utilizzando la notazione introdotta nel precedente paragrafo, diciamo che gli individui hanno un controllo impreciso sulla running variable {\displaystyle x}, se le funzione di densità di {\displaystyle x} ed {\displaystyle \omega } sono continue. La presenza di controllo impreciso implica necessariamente che tutte le caratteristiche predeterminate osservate e non osservate avranno distribuzioni identiche su entrambi i lati di {\displaystyle c}. Quindi, la discontinuità dell'output al punto {\displaystyle x=c} (che è possibile calcolare attraverso i limiti esposti in precedenza grazie la continuità delle funzioni di densità) identifica necessariamente l'effetto causale.